# Oona O'Neill
Oona O'Neill (Warwick, Bermudas, 14 de mayo de 1925-Corsier-sur-Vevey, Suiza, 27 de septiembre de 1991), también conocida como Lady Chaplin, fue una actriz que pasó a ser ciudadana británica después de renunciar a su ciudadanía estadounidense. Fue la hija del dramaturgo Eugene O'Neill, ganador de los premios Nobel y Pulitzer, y de la escritora Agnes Boulton, y esposa del actor, director y productor británico Charles Chaplin.

## Biografía
Oona O'Neill nació el 14 de mayo de 1925 en la colonia británica de Bermudas, donde sus padres se habían mudado seis meses antes de su nacimiento con la esperanza de que fuera un buen lugar para escribir durante el invierno.  Tenía un hermano mayor, Shane Rudraighe O'Neill (1919-1977).  Sus padres también tenían hijos de relaciones anteriores, Eugene O'Neill Jr. y Barbara Burton, pero no vivían con la familia y O'Neill solo los vio ocasionalmente durante su infancia.
Tan solo contaba con dos años de edad cuando su padre abandonó a la familia por la actriz Carlotta Monterey, quien se convirtió en su tercera esposa. Después del divorcio, O'Neill pasó la mayor parte de su infancia viviendo con su madre y su hermano en West Point Pleasant y ocasionalmente en Spithead, donde Agnes había estado interesada toda su vida.  Aunque el divorcio le había otorgado la custodia compartida, rara vez veía a su padre y se comunicaba con él principalmente a través de cartas, que generalmente eran respondidas por Monterey.
O'Neill asistió primero a una escuela católica de convento, pero se consideró inadecuada para ella, por lo que fue matriculada en la Escuela Pública Ocean Road en Point Pleasant.  Según el acuerdo de divorcio, ambas hijas debían asistir a internados de primer nivel desde los 13 años y, en 1938, O'Neill fue enviada a estudiar a la Warrenton Country School en Warrenton (Virginia).  Agnes no encontró la escuela satisfactoria, por lo que la transfirieron a la Brearley School en Nueva York para su segundo año en 1940.
En Brearley, O'Neill se hizo amiga íntima de Carol Marcus, y a través de ella conoció a Gloria Vanderbilt y Truman Capote.  Aunque aún era menor de edad, el grupo frecuentaba clubes nocturnos populares y comenzó a aparecer en las páginas de sociedad de las revistas. Durante este tiempo, O'Neill salió con el caricaturista Peter Arno y el entonces desconocido autor J. D. Salinger.  En abril de 1942, durante su último año en Brearley, fue coronada como "La Debutante Número Uno" de la temporada 1942-1943 en el Stork Club.  El evento tuvo gran repercusión en todo el país, y recibió ofertas de estudios cinematográficos y agencias de modelos.  La publicidad enfureció a su padre, quien utilizó sus contactos en la industria cinematográfica de Hollywood para impedirle firmar un contrato cinematográfico.
Después de graduarse de Brearley, O'Neill rechazó una oferta para estudiar en Vassar College y, en su lugar, eligió seguir una carrera como actriz, a pesar de la resistencia de su padre.  Hizo su debut en un pequeño papel secundario en una producción de Pal Joey en el Teatro Maplewood en Nueva Jersey en julio de 1942.  La producción fue un fracaso y se canceló después de dos semanas de exhibición.  Más tarde ese verano, O'Neill viajó a California con Carol Marcus, quien debía casarse con el autor William Saroyan.  Durante el viaje, O'Neill apareció brevemente en una producción de la obra de Saroyan, The Time of Your Life, en San Francisco e intentó sin éxito conocer a su padre, que vivía cerca.

### Matrimonio con Chaplin (1943-1977)
Desde San Francisco, O'Neill se dirigió a Los Ángeles, donde vivían su madre y su padrastro.  Pronto encontró una agente cinematográfica, Minna Wallace, e hizo su primera y única prueba de pantalla para La chica de Leningrado, de Eugene Frenke.  En octubre de 1942, Wallace le presentó a Charlie Chaplin, quien buscaba una actriz principal para su próximo proyecto, una adaptación de la obra Sombra y sustancia.  Chaplin encontró a O'Neill hermosa, pero a los 17 años, demasiado joven para el papel.  Sin embargo, debido a la persistencia de ella y Wallace, accedió a darle a O'Neill un contrato cinematográfico.
Shadow and Substance fue archivada en diciembre de 1942, pero la relación entre O'Neill y Chaplin pronto pasó de profesional a romántica. El 16 de junio de 1943, un mes después de que O'Neill cumpliera 18 años, se fugaron y se casaron en un servicio civil en Carpintería.  La ceremonia fue presenciada solo por la secretaria del estudio de Chaplin, Catherine Hunter, y su amigo y asistente, Harry Crocker.  Crocker fotografió el evento para la columnista de chismes Louella Parsons, a quien Chaplin le había dado derechos exclusivos para publicitar las noticias del matrimonio con la esperanza de que escribiera un artículo más positivo al respecto que su rival, Hedda Hopper, a quien le desagradaba mucho.  La fuga recibió gran atención mediática debido a la diferencia de edad de 36 años entre O'Neill y Chaplin, y porque su exnovia, Joan Barry, había interpuesto una demanda de paternidad contra él tan solo dos semanas antes. Si bien Agnes había dado su aprobación a la unión, esta consolidó el distanciamiento de O'Neill con su padre, quien la repudió a ella y a su descendencia y rechazó cualquier intento futuro de reconciliación.
Tras el matrimonio, O'Neill abandonó sus planes profesionales y se dedicó al papel de ama de casa. Rara vez hablaba en público, pero en 1952 comentó que estaba "feliz de permanecer en un segundo plano" y ayudar a Chaplin cuando fuera necesario.  Pasaron los primeros nueve años de su matrimonio viviendo en Beverly Hills y tuvieron a los primeros cuatro de sus ocho hijos, Geraldine Leigh (n. julio de 1944), Michael John (n. marzo de 1946), Josephine Hannah (n. marzo de 1949) y Victoria Agnes (n. mayo de 1951), durante este tiempo.
Las décadas de 1940 y 1950 fueron una época difícil para Chaplin en los Estados Unidos, donde fue acusado de simpatías comunistas y fue investigado por el FBI .  En septiembre de 1952, mientras viajaba con O'Neill y sus hijos a Londres para el estreno de Limelight a bordo del transatlántico Queen Elizabeth, su permiso de reingreso fue revocado.  La familia pronto decidió mudarse permanentemente a Europa, y en noviembre de 1952, O'Neill voló de regreso a los EE. UU. para transferir los activos de Chaplin a cuentas bancarias europeas y cerrar su casa y el estudio.  A principios de enero de 1953, se mudaron a su nuevo hogar, Manoir de Ban, una finca de 14 hectáreas (35 acres)  en el pueblo rural de Corsier-sur-Vevey en Suiza. Al año siguiente, O'Neill renunció a su ciudadanía estadounidense y se convirtió en ciudadana británica.
Mientras vivían en Suiza, los Chaplin tuvieron cuatro hijos más: Eugene Anthony (n. agosto de 1953), Jane Cecil (n. mayo de 1957), Annette Emily (n. diciembre de 1959) y Christopher James (n. julio de 1962).
Fue la cuarta y última esposa de Chaplin, manteniendo una unión que duró 34 años hasta la muerte del actor.
Tras el fallecimiento de Chaplin a la edad de 88 años, el día de Navidad de 1977, Oona regresó a Nueva York. Sin embargo, pronto volvería a Corsier-sur-Vevey, donde finalmente fallecería de un cáncer de páncreas el 27 de septiembre de 1991.

## En la ficción
| Año  | Película | Actriz      | Director             |
| ---- | -------- | ----------- | -------------------- |
| 1992 | Chaplin  | Moira Kelly | Richard Attenborough |